# Мишиха (станция)
Ми́шиха — железнодорожная станция Восточно-Сибирской железной дороги на Транссибирской магистрали.
Расположена в посёлке станции Мишиха Кабанского района Бурятии на 5456 км Транссиба.

## История
Основана в 1904 году.

## Дальнее следование по станции
| № поезда | Маршрут движения | № поезда | Маршрут движения |
| -------- | ---------------- | -------- | ---------------- |
| 69       | Чита — Москва    | 70       | Москва — Чита    |